# Harvard-Kyoto
Harvard-Kyoto Convention, o simplement Harvard-Kyoto, és un sistema de transliteració en ASCII del sànscrit i d'altres llengües que fan servir l'alfabet devanāgarī. S'utilitza principalment en correus i altres texts electrònics. És molt senzill i ràpid d'escriure, car utilitza majúscules en lloc de signes diacrítics per distingir una lletra de l'altra.
La denominació "Harvard-Kyoto" es fa servir des de 1990, tot i així la forma correcta d'anomenar aquest sistema seria Kyoto-Harvard Convention.

## Vocals
| अ | आ | इ | ई | उ | ऊ | ए | ऐ  | ओ | औ  |
| a | A | i | I | u | U | e | ai | o | au |

## Sonorants
| ऋ | ॠ  | ऌ  | ॡ   |
| R | RR | lR | lRR |

## Anusvāra/Visarga
| अं | अः |
| M | H |

## Consonants
| क | ख  | ग | घ  | ङ | Velars      |
| k | kh | g | gh | G |             |
| च | छ  | ज | झ  | ञ | Palatals    |
| c | ch | j | jh | J |             |
| ट | ठ  | ड | ढ  | ण | Retroflexes |
| T | Th | D | Dh | N |             |
| त | थ  | द | ध  | न | Dentals     |
| t | th | d | dh | n |             |
| प | फ  | ब | भ  | म | Labials     |
| p | ph | b | bh | m |             |
| य | र  | ल | व  |   | Semivocal   |
| y | r  | l | v  |   |             |
| श | ष  | स | ह  |   | Fricativa   |
| z | S  | s | h  |   |             |